# Homalanthus macradenius
Homalanthus macradenius är en törelväxtart som beskrevs av Ferdinand Albin Pax och Käthe Hoffmann. Homalanthus macradenius ingår i släktet Homalanthus och familjen törelväxter. Inga underarter finns listade i Catalogue of Life.